# Sherwite Hafez
Pour les articles homonymes, voir Hafez.
Sherwite Hafez, née le 3 février 1967, est une nageuse égyptienne.

## Carrière
Sherwite Hafez est triple médaillée d'or aux Championnats d'Afrique de natation 1982 au Caire.
Elle dispute les Jeux olympiques d'été de 1984 à Los Angeles, disputant les épreuves de nage libre.
Elle remporte aux Jeux africains de 1987 à Nairobi la médaille d'or sur 400 mètres nage libre, la médaille d'argent sur 800 mètres nage libre et sur 100 et 200 mètres papillon ainsi que la médaille de bronze sur 200 mètres nage libre et sur 100 mètres dos.

## Famille
Elle est la sœur de la nageuse Nevine Hafez.